# Bilczyce
Bilczyce is een plaats in het Poolse district Wielicki, woiwodschap Klein-Polen. De plaats maakt deel uit van de gemeente Gdów en telt 500 inwoners.